# Moj paren' - angel
Moj paren' - angel (Мой парень — ангел) è un film del 2011 diretto da Vera Storoževa.

## Trama
Il film si svolge in una metropoli. Il film racconta di uno studente che non crede di poter incontrare un angelo. Angel Serafim proverà a dimostrarle che questo è possibile.